# Yoo Chang-hyuk
Yoo Chang-hyuk (Seul, 25 aprile 1966) è un goista sudcoreano. Tra il 1993 e il 2002 ha vinto sei titolo internazionali maggiori.

## Carriera
Yoo Chang-hyuk  ha iniziato a giocare a go fin da piccolo, a differenza degli altri professionisti ha vissuto la prima parte della carriera da autodidatta, quindi senza un maestro di riferimento. Diventato professionista nel 1984 ha raggiunto il grado massimo di IX Dan nel 1996.
Per tutti gli anni '80 è stato il terzo incomodo nell'eterna battaglia tra Cho Hun-hyun e Seo Bong-soo, col finire degli anni '80 ha iniziato a vincere tornei imponendosi come uno dei giocatori più forti del paese e in seguito del mondo, conseguendo sei vittorie in tornei internazionali. Insieme a Lee Chang-ho e ai già citati Seo Bong-soo e Cho Hun-hyun ha costituito quella che veniva definita la "Gang dei quattro", ovvero un gruppo di giocatori coreani che primeggiarono nella maggior parte dei tornei internazionali tra la fine degli anni '80 e l'inizio degli anni '90.
È stato sposato con la presentatrice televisiva Kim Tae-heui fino al 2004, anno della morte di lei. La coppia ha avuto due figli.

## Palmarès
| Nazionali                             | Nazionali            | Nazionali            |
| Torneo                                | Vittorie             | Finalista            |
| ------------------------------------- | -------------------- | -------------------- |
| Wangwi                                | 4 (1991–1994)        | 2 (1995, 1999)       |
| Maxim Cup                             | 2 (2001, 2002)       | 2 (2000, 2004)       |
| Taewang                               | 2 (1984, 1988)       |                      |
| Paedal Wang                           | 2 (1998, 1999)       |                      |
| Kisung                                | 1 (1991)             | 3 (1990, 1992, 2001) |
| Paewang                               | 1 (2003)             | 2 (1994, 1997)       |
| KBS Cup                               | 1 (1995)             | 1 (1992)             |
| LG Refined Oil Cup                    | 1 (1996)             | 1 (1999)             |
| Baccus Cup                            | 1 (1993)             |                      |
| Chunwon                               | 1 (1996)             |                      |
| Daewang                               | 1 (1988)             |                      |
| Coppa KT                              | 1 (2003)             |                      |
| Myungin                               |                      | 2 (1993, 2001)       |
| Daewang                               |                      | 2 (1989, 1991)       |
| Baedalwang                            |                      | 1 (2000)             |
| Gukgi                                 |                      | 1 (1995)             |
| Paedal Cup                            |                      | 1 (2000)             |
| KTF Cup                               |                      | 1 (2002)             |
| Kiwang                                |                      | 1 (1994)             |
| Coppa Daejoo                          | 2 (2023, 2025)       | 1 (2021)             |
| Totale                                | 20                   | 22                   |
| Internazionali                        |                      |                      |
| Fujitsu Cup                           | 2 (1993, 1999)       | 2 (1994, 2002)       |
| LG Cup                                | 1 (2002)             | 3 (1997, 1998, 2000) |
| Samsung Fire Cup                      | 1 (2000)             | 1 (1996)             |
| Chunlan Cup                           | 1 (2001)             |                      |
| Ing Cup                               | 1 (1996)             |                      |
| Asian TV Cup                          |                      | 1 (1996)             |
| Tong Yang Cup                         |                      | 1 (1998)             |
| Shinan Senior International Baduk Cup | 3 (2021, 2022, 2024) |                      |
| Totale                                | 9                    | 8                    |
| Totale in carriera                    |                      |                      |
| Totale                                | 29                   | 30                   |